# Klityka
Klityka – wyraz atoniczny, pozbawiony akcentu, zlewający się z wyrazem sąsiednim, nie stający się jednocześnie jego częścią. Może być, w odróżnieniu od przyrostków, dołączany do różnych części mowy.